# Зимница (област Ямбол)
Вижте пояснителната страница за други значения на Зимница.
Зимница е село в Югоизточна България. То се намира в Община Стралджа, област Ямбол.

## География
Землището на селото е с площ приблизително 42 000 декара. На север граничи със селата Драгоданово, Трапоклово и Горно Александрово, на изток – с град Стралджа, на юг е река Мочурица и землищата на селата Воденичане и Чарда, на запад са Веселиново и Завой.

## История
За своите предци населението на селото знае предимно от преданията, които са преразказвани от поколение на поколение. Поради това могат да се получат различни неточности, неясноти и дори противоречия.
В османски документ от 1591 г. се споменава името на село Карахисарли, което се намирало в днешната местност Топраклъка, на 2 километра югоизточно от Горно Александрово. Заселниците били овчари, които започнали и да обработват плодородните почви на местността. По-късно населението на селото се преместило в местността „Горния Юрт“, на около 3 километра южно от Горно Александрово и Трапоклово, като относно причините за преселението има различни предания и догадки. През 1812 г. започва преселване на хора от Карасарли (Горния Юрт; юрт на турски означава родина) на сегашното място на Зимница. Семействата се заселвали около чифлика и къшлата на турски бей откъдето и идва името на поселението – Къшлакьой или Къшлата. Известно време Карасарли и Къшлакьой съществували паралелно, но постепенно първото изчезва.
След Руско-турската война от 1828-1829 г. голяма част от населението на селото напуснало родните места и тръгнало на север с изтеглящите се руски войски. Около 400 души се заселили в с. Кубей и други селища в Бесарабия и в с. Еникьой, Тулчанско. Османските власти били обезпокоени от обезлюдяването на района и започнали политика, целяща връщането на българските емигранти. На завръщащите се били предоставени данъчни облекчения и други привилегии. През 1832 г. част от къшлакьойците в Кубей тръгнали обратно към земите на днешна България. Някои останали в Добруджа, а други се върнали в родното си село. Освен тях в Къшлакьой след 1830 г. се заселили и бежанци от други села в околността. В този период било открито килийно училище. То вероятно се помещавало в частни домове.
През 1856 г. е построена църквата „Св. Димитър“, която е обявена за паметник на културата. Освен за спасението на душите на населението, храмът помогнал и за физическото му оцеляване, когато през 1877 г. селото било нападнато от татари, черкези и турци. Хората успели да се скрият в църквата, а опитите на нападателите да проникнат вътре се оказали неуспешни. Впрочем това не е единственият случай, когато населението на Къшлакьой търсело спасение в храма или в околните гори. Различни предания за подобни случаи са запазени до днес.
Непосредствено след Освобождението в Къшлакьой има 69 къщи с 562 жители, от които всички се определяли като българи. Тогава селото е част от Източна Румелия. След Съединението е създадена самостоятелна селска община, включваща Къшлакьой и Сурджалий (дн. Чарда), като през 1895 г. Сурджалий се откъсва от Къшлакьойска община. В началото на 20 век населението на селото наброява 987 души. На 13 декември 1906 г. излиза указ, с който Къшлакьой се преименува в Зимница.
Както всички български селища и Зимница дава много човешки жертви през войните. Пред кметството на селото е издигната мемориална плоча в памет на загиналите за националната независимост, а през 2005 г. е открит и паметник на зимничаните, дали живота си по бойните полета.
- Паметник на загиналите през войните

След 1945 г. започнало създаването на ТКЗС-та из страната. Процесът не подминал и Зимница. Кооперирането в селото вървяло трудно и с нежелание, така че последвали репресии и преследвания на опозиционери и недоволни. Въпреки негативното начало са постигнати и позитивни резултати, като например изграждането на напоителната система в землището през 70-те. Напредъкът на земеделието обаче е прекъснат след създаването на Аграрно-промишления комплекс „Васил Коларов“ – Стралджа.
След 10 ноември 1989 г. хората получават обратно земите си, но малко са готовите да ги обработват. Все повече хора се отказват от земеделието и търсят други начини на препитание на други места.

### Цитат от Йордан Пекарев
В книгата на Йордан Пекарев „История на земеделското организирано движение в България“, печатница „Научни издания“ Варна, 1945 г. на стр. 73, в списъка на изпратените телеграми до заседаващия в Плевен на 28, 29 и 30 декември 1899 г. учредителен конгрес на БЗНС има получена и следната телеграма: "СТРАЛДЖА. Председателя земеделския конгрес. Като поздравляваме делегатите благопожелаваме успех в целта. Дерзайте! Съединението прави силата. Кашлакьойски земеделци: Х. Митев, Васил Хитев, Иван Вълков, Г. Тенев, Мито Неделчев, Панайот Тотев, Тодор Георгиев и др. "Съобщението е открито и преписано тук от Спас Кънев, 6000 Стара Загора, „Бр. Жекови“, 38-0-6. Може да се предполага, че тази телеграма е занесена в Стралджа и там е изпратена по телеграфа от П. К. Яворов, тогава телеграфист в Стралджа.

### Цитат от Спас Кънев
В Зимница е имало и есперантисти още преди 9.9.1944 г. През 1962 г. почнах работа в ТКЗС Зимница като механик по автомобилите и заварих основано есперантско дружество „Амикецо“ /„Дружба“/. Негов председател беше Йордан Банчев Янков. Аз се присъединих към дружеството и станах негов секретар. През 1963 г. в София се проведе 48-ият световен есперантски конгрес и ние двамата с Йордан Банчев участвахме в неговата работа. Бяхме записали като делегати и съпругите си, съответно поредни номера от 2192 до 2195 от конгресната книга /стр. 142/. Освен Йордан Банчев в миналото активен есперантист е бил Лечо Даскалов. /Сп. Кънев/

## Обществени институции
- Основно училище „Св. св. Кирил и Методий“
- Читалище „Възраждане 1926“

## Забележителности
Днешната сграда на читалище „Възраждане“ е открита на 21 септември 1962 г. В миналото са развивали дейност различни самодейни състави.
От 1994 г. в Зимница функционира музейна сбирка, която е събрала предмети от миналото и бита на селото. Експонатите са събрани с помощта на самите зимничани.
През 2005 г. е построен паметник посветен на загиналите през войната.

## Икономика
Селото е в екологично чист район с големи традиции в зеленчукопроизводството, поливан и на хидранти.
В миналото е имало фабрика за производство на сладолед и зеленчукови консерви с прилежаща земя от 12 600 кв. м,
Обща застроена площ на сградите – 3700 м². Състои се от цех за производство на сладолед, цех за производство на зеленчукови консерви с всички необходими инсталации с производителност 1 ТИР за смяна от 8 часа. Днес тази фабрика произвежда лакове.

## Транспорт
Железопътният транспорт свързва селото с останалата част на България през 1907 г. Железопътна гара Зимница е възлова гара, разположена на Линия 3 (София – Карлово – Бургас/Варна) и Линия 8 (Пловдив – Бургас/Варна).